# 铁浮图
铁浮图又称铁浮屠，据称是南宋人對人马皆披甲的金朝重騎兵之称谓，多见于与岳飞相关的文字。
铁浮图係一譯語，邓广铭曾指出：“按实说来，铁浮图也只能是汉人给予的称呼，决非女真语。”顺昌通判汪若海在《札子》中稱金人：“其所将攻城士卒好铁浮屠，又日铁塔兵”。